# Chaux-lès-Port
Chaux-lès-Port är en kommun i departementet Haute-Saône i regionen Bourgogne-Franche-Comté i östra Frankrike. Kommunen ligger i kantonen Port-sur-Saône som tillhör arrondissementet Vesoul. År 2022 hade Chaux-lès-Port 161 invånare.

## Befolkningsutveckling
Antalet invånare i kommunen Chaux-lès-Port
| Referens: INSEE |